# Pino Grimaldi
Pino Grimaldi, all'anagrafe Giuseppe Grimaldi (Salerno, 16 aprile 1948 – Maddaloni, 22 marzo 2020), è stato un designer e fotografo italiano che si occupò in particolare del rapporto tra il design e il marketing Si occupò di design grafico, di comunicazione nel senso più ampio, in particolare del rapporto tra il design ed il marketing. Fu promotore del concetto di blur design.

## Biografia
Ha studiato nell’Università di Salerno, che negli anni Settanta era attraversata da personalità di grande interesse; ha frequentando l’Istituto di Storia dell’Arte diretto da Filiberto Menna e seguito i corsi, nella Facoltà di Lettere, di Achille Bonito Oliva, Angelo Trimarco, Rino Mele, Gioacchino Lanza Tommasi, Edoardo Sanguineti, Mario Napoli e molti, molti altri. La sua formazione è stata dunque permeata dal territorio magico delle arti visive, della Storia dell’Arte, del Teatro, della Musica e dell’Archeologia. 
Sono degli anni settanta le mostre, a Salerno, Teatrostoria: le Rassegne, 1975. Pensiero artigianale: creta e ceramica, 1977; a Roma, Fotografi e Fotografie (a cura di Italo Mussa), 1977; Paolo III e i nipoti, 1977; a Firenze: Napoli e la Toscana dei Medici, 1980. 
Nel 1980 ha collaborato con Roberto Di Stefano per la schedatura dei Centri storici della Campania, coordinando l’attività di un team di fotografi e architetti che hanno sistematicamente documentato lo stato dei luoghi dei centri antichi colpiti dal terremoto del 1980, presso la Scuola di Perfezionamento in Restauro dei Monumenti dell’Università degli Studi di Napoli. Nello stesso anno cura il volume fotografico sulla visita di Papa Giovanni  Paolo II al santuario di Pompei: Missus est Angelus, con testo di Mario Pomilio.
Ha illustrato con le sue fotografie molti libri di arte e architettura. Suoi lavori sono stati esposti in numerose mostre: Bari, Bologna, Brno, Cattolica, Firenze, Gerusalemme, La Salle, Lathi, Londra, Milano, Mosca, Napoli, Nizza, Pécs, Plzen, Roma, Tel Aviv, Torino, Varsavia e Viareggio.
Ha fatto parte del direttivo nazionale dell’AIAP, Associazione Italiana design della Comunicazione visiva. È membro dell’albo BEDA, Bureau of European Designers Associations, dei designers europei.
In questo contesto ha iniziato a coltivare la passione per la fotografia che è stata una delle sue prime attività professionali. 
Ha iniziato nel 1973, con Gelsomino D’Ambrosio, con il quale ha fondato lo Studio Segno (che nel 1984 è diventato Segno Associati) con il quale condividerà attività professionale e ricerca fino al 2006 (anno in cui D’Ambrosio è mancato). 
La fotografia è diventata nel tempo attività marginale lasciando progressivamente il posto al design della comunicazione.
Fin dai primi anni Settanta inizia ad occuparsi di grafica politica e frequenta un corso alla Scuola del PCI di Frattocchie, su invito di Michele Santoro. 
Negli anni Settanta, fino ai primi anni Ottanta, ha realizzato l’intera collezione fotografica documentaria dell’Archivio di Storia dell’arte contemporanea dell’Istituto di Storia dell’Arte diretto da Filiberto Menna.
Negli stessi anni con D’ambrosio collabora alla Voce della Campania realizzando un nuovo progetto grafico sotto la direzione di Matteo Cosenza, Michele Santoro e Massimo Lo Cicero.
Nel 1981 ha fondato  la casa editrice Edizioni 10/17. 
Ha curato con la rivista “CAMPO” una grande inchiesta sull’immagine del Mezzogiorno, operando anche una sorta di primo censimento dei comunicatori meridionali.
È stato protagonista nel dibattito sulla fondazione disciplinare del graphic design italiano, ideando e progettando, con Gelsomino D’Ambrosio, la rivista “Grafica. Teoria Storia e metodologia” con l’intenzione esplicita di offrire al design grafico un corpus disciplinare, allora piuttosto fragile. 
È stato tra gli ideatori e promotori della “Carta del Progetto Grafico” ad Aosta nel 1989.
Dai primi anni Novanta ha insegnato nell’ISIA di Urbino, Istituto Superiore per le Industrie artistiche, Progettazione sperimentale di Ricerca, grazie al coinvolgimento voluto da Michele Provinciali che ha ideato l’insegnamento pensando ad una forma di progetto non finalizzato e di sperimentazione di forme di creatività dissociata dal progetto grafico tout court. Dall’insegnamento, in seguito, ha fatto parte del Comitato Scientifico Didattico dell’ISIA.
È del 1991 una grande mostra, a La Salle, sul lavoro professionale di D’Ambrosio e Grimaldi (Segno Associati) nel ciclo Visual Design a cura di Franco Balan. 
Nello stesso anno, D’Ambrosio e Grimaldi, ricevono il premio dell’ICE, Istituto Commercio Estero, sui contenuti tecnologici del made in Italy, per un manifesto che sarà poi il tema di una grande campagna internazionale dell’Istituto.
Riceve l’incarico dell’insegnamento di Disegno industriale, nel primo corso di Laurea in Scienze della Comunicazione dell’Università di Salerno e, più tardi, nella Facoltà di Architettura della Seconda Università degli studi di Napoli, nel Corso di laurea in Disegno Industriale, è docente di Progetto per la comunicazione d’impresa.
Nel settore della formazione si è impegnato curando numerosi convegni di studio; ha tenuto un seminario/workshop, nell’Università dell’Ulster a Belfast, sul “Kitsch”; un seminario/workshop nella Fachhochschule di Augsburg sulla comunicazione dei beni culturali e l’Italia. 
È stato consulente ed ha progettato il corso di design della comunicazione per l’Istituto Superiore di Design di Napoli.
Ha curato molti convegni e incontri di studio sui temi della formazione del design e delle metodologie didattiche Nel 2007 è curatore del convegno “Montessori design”, con Roberta Manzotti  e la Fondazione Montessori di Chiaravalle.
di Chiaravalle. Nel 2009 tiene una Master Lecture sul “Blur design” ed è curatore della mostra omonima nell’Accademia di Belle Arti di Napoli, nell’ambito del ciclo Design Per a cura dell’AIAP.
Nel 2009, lascia Segno Associati per fondare “Blur”, Studio di marketing e comunicazione, con Alessandra Alfani, Ilaria Grimaldi e Francesca Tringali.
Grimaldi è morto nel 2020, per complicazioni da Covid-19. 

## Attività di ricerca
Con il primo libro “Prove di stampa”, Roma 1983, l’attività scientifica e di documentazione del percorso formativo del designer grafico, prima e del comunicatore poi, ha sempre indagato i temi del design della comunicazione occupandosi di teoria e di metodologia, affiancando al lavoro professionale di consulente di design strategico (una dimensione blur tra design e marketing) l’attività di ricerca scientifica e di docente.
Il primo passo strutturato di questo lavoro di fondazione disciplinare è l’ideazione e la cura di un numero monografico della rivista “Campo”, n.11/12, luglio-dicembre 1982, dedicato all’immagine del Mezzogiorno con interviste, tra gli altri a Bruno Munari, Vito Laterza, Andrea Branzi, Mimmo Castellano, Enrico Crispolti, Cesare De Seta, Giuseppe Galasso, Sandro Guerriero, Enzo Mari, Sandro Mendini.
Nei primi anni Ottanta è stato fondamentale l’incontro con Renato De Fusco e Cettina Lenza, grazie ai quali è nato il saggio “E se Gutenberg fosse un designer”, (scritto a sei mani: Gelsomino D’Ambrosio, Pino Grimaldi e Cettina Lenza) una ricerca che ha proposto l’ipotesi della nascita del design fin dall’epoca di Gutenberg. 
Con l’ideazione e la progettazione della rivista “Grafica” (1985-1995, patrocinata dall’AIAP dal 1985 al 1993) viene offerto a studiosi designer e docenti una sede editoriale nella quale affrontare i più svariati temi del dibattito sulla grafica. La rivista “Grafica” è stata - infatti - lo strumento più avanzato di elaborazione scientifica della disciplina, fino al suo ultimo numero del 1995. La direzione è stata condivisa - in varie forme - con Giovanni Anceschi, Giovanni Lussu, Cettina Lenza, Maria Antonella Fusco e molti altri autori.
È di quegli anni il saggio: Sulla definizione di grafica, Gelsomino D’Ambrosio, Pino Grimaldi e Cettina Lenza, La grafica è design, di Renato De Fusco.
È stato responsabile scientifico di numerosi progetti di ricerca: Multimedia marketing communications, 1997. Grazie prego scusi tornerò. Corso Multimediale interattivo sulla comunicazione pubblica, 1999; Saranno famose. La comunicazione innovativa nella piccola e media impresa, 2000.
Alla fine degli anni Novanta gli interessi di Pino Grimaldi si spostano verso il rapporto tra marketing e design, è del 2004 il libro: Il Piano di Comunicazione per la piccola e media impresa, nel quale si propone la sostituzione della fragile e obsoleta locuzione di “immagine coordinata” con la più coerente “identità visiva”. Anche la “visione della professione” è indagata nel libro: Dalla grafica al blur design, con un’indagine sulla percezione e la consapevolezza della professione da parte dei designers della Campania, con la collaborazione di Lidia Avecone e Daria Grimaldi.

## Attività professionale
L’attività professionale di designer della comunicazione, consulente di design e di marketing, è sempre stata affiancata da una ricerca nell’ambito della formazione, con indagini, studi, workshop e seminari sulle metodologie del design della comunicazione.
Progettò ogni genere di strumenti di comunicazione per imprese, enti, istituzioni, è stato consulente per molte campagne elettorali, ha realizzato molti video e il documentario: Il sogno di Hera, Salerno 2007, ha progettato giornali, “il Mattino”, “Il Denaro”, “Il Den”, ha ideato mostre, riviste e libri d’arte, qui va ricordato almeno la monografia per Riccardo Dalisi. 
Nel 2018 si dedica alla pubblicazione del libro Blur design. Il branding invisibile, nel quale espone la tua teoria sul design come una disciplina che agisce nelle zone indistinte dell'economia interconnessa.
Continuando con successo la carriera di consulente strategico in design della comunicazione per aziende su tutto il territorio nazionale con lo studio Blend Lab, si dedica all'attiva formativa come docente di Art direction presso l'Accademia di Belle arti di Napoli.
Nel 2020 conclude la stesura del libro dal titolo provocatorio Il design della comunicazione. La grafica è finita, il design non sta tanto bene. Il marketing non c'è la cui pubblicazione avviene postuma grazie alla casa editrice artem e alla curatela dell'amica e storica del design Anty Pansera.

## Pubblicazioni
- Prove di Stampa. Riflessioni e materiali di progettazione grafica (con G. D'Ambrosio), Kappa Editore, Roma 1983
- Lo Studio grafico. Da Gutenberg al Piano d'Identità visiva (con G. D'Ambrosio), Edizioni 10/17, Salerno 1995
- Il Piano di Comunicazione nella piccola e media impresa. Di tutto quello che non cambia nell'era digitale, FrancoAngeli, Milano, 2004
- Segni e disegni 2. Manuale di disegno grafico, (con M. Privitera), Clitt, Roma, 2005
- Segni e disegni 3. Manuale di disegno grafico, (con M. Privitera), Clitt, Roma, 2006
- Blur design. Per Mino (dedicato a Gelsomino D'Ambrosio), Edizioni 10/17, Salerno, 2009
- Il Piano di Comunicazione nella piccola e media impresa, FrancoAngeli, Milano, 2004
- Dalla grafica al blur design. La comunicazione visiva in Campania, Mondadori Electa, Napoli, 2007
- Blur design. Il branding invisibile, Fausto Lupetti Editore, Bologna, 2018
- Il design della comunicazione. La grafica è finita, il design non sta tanto bene. Il marketing non c'è edito artem 2020